# Johann Faulhaber
Johann (o Johannes) Faulhaber, (latinizzato in Ioannes Faulhaberus) (Ulma, 5 maggio 1580 – Ulma, 10 settembre 1635), è stato un matematico, ingegnere e architetto tedesco.

## Biografia
Nato a Ulma nel 1580, Faulhaber apprese inizialmente la professione di tessitore poi andò a scuola di calcolo diventando un maestro in quest'arte oltre che matematico e geometra della sua città. Contemporaneamente coltivò interessi esoterici occupandosi di alchimia, astrologia e numerologia. Si ritiene sia stato un membro dei Rosacroce, un ordine segreto, ermetico e cristiano. Le sue previsioni e speculazioni basate su teorie cabalistiche provocarono il malcontento delle autorità ecclesiastiche che, a volte, lo indussero a lasciare Ulma. Collaborò con Keplero e Ludolph van Ceulen. Lavorò come architetto militare nella fortificazione di città come Basilea, dove visse dal 1622 al 1624, e Francoforte. Nella sua città Faulhaber costruì ruote idrauliche e strumenti geometrici, principalmente per scopi militari. Ha anche pubblicato invenzioni meccaniche come ad esempio il miglioramento di un particolare mulino ad acqua. In Germania fu il primo a pubblicare le tavole logaritmiche di Henry Briggs. La sua opera ha influenzato il giovane Cartesio che lo conobbe personalmente. Nel 1619, dopo la sua partecipazione a un contenzioso locale sulle comete, ha pubblicato il suo lavoro Fama Syderea Nova con le profezie relative alla Grande Cometa del 1618 e all'inizio delle Guerra dei trent'anni. A lui viene anche attribuito la prima soluzione documentata a mezzo stampa di un temperamento musicale, il temperamento equabile. Nel 1631 pubblicò un'opera, Accademie Algebrae, scritta in tedesco nonostante il titolo in latino, che permetterà a Jacob Bernoulli un matematico nato due decenni dopo la sua morte, di scoprire quella formula che, per il contributo riconosciuto, sarà chiamata formula di Faulhaber. Dopo il suo matrimonio, nel 1600, Faulhaber aprì una sua scuola ad Ulma. Ebbe un figlio, Johann Matthäus Faulhaber (1604-1683), che fu anche lui un costruttore di fortezze. Morì nella sua città natale nel 1635.

## Opere

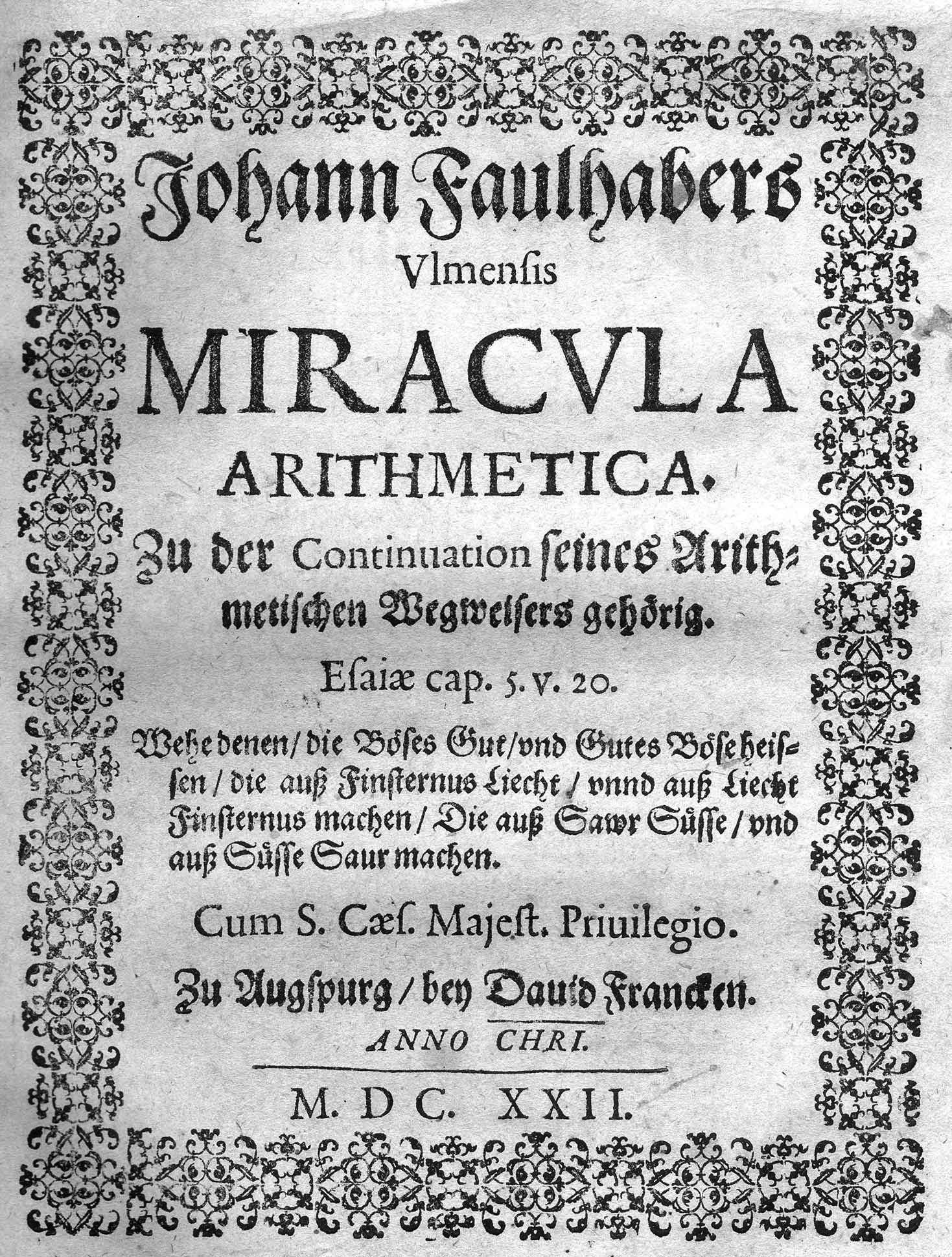
Frontespizio di Miracula Arithmetica

- (LA) Neue geometrische und perspektivische Inventiones etlicher sonderbahrer Instrument, Frankfurt am Main, Johann Bringer, 1610.
- (DE) Academia Algebrae, darinnen die miraculosische Inventiones, zu den höchsten Cossen weiters continuirt und profitiert werden, Ulm, 1631. Ospitato su SLUB Dresden.
- (DE) Miracula arithmetica, Ulm, 1622, SBN TSAE013637.
- (LA) Mathematici tractatus duo nuper germanice editi, Joannis Faulhaberi, vlmae arithmetici ingeniosissimi, continens, prior, Nouas Geometricas et opticas aliquot singularium instrumentorum inuentiones, posterior, Vsum instrumenti cuiusdam Belgae de nouo excogitatum, … Latino versi, per Ioannem Remmelinum, …, Ulm, 1610, SBN BVEE033522.

### Contributi scientifici
In matematica il maggior contributo a Faulhaber fu il calcolo della somma di potenze di interi successivi. Jacob Bernoulli pubblicando con la sua Ars Conjectandi del 1713, la formula generale risolvente il problema, riconobbe l'importante contributo dato da Faulhaber che ci ha lasciato, con la sua opera, casi particolari risolti fino al diciassettesimo grado. Questa formula generale che utilizza i numeri di Bernoulli e che fu dimostrata successivamente da Carl Jacobi nel 1834, è conosciuta universalmente come formula di Faulhaber.